# Ivan Bujović
Ivan Bujović  (Perast, 1724. — Mleci, poč. 19.), gospodarski i znanstveni pisac i političar i matematičar

## Životopis
Rođen u hrvatskoj pomorsko-trgovačkoj obitelji iz Perasta Bujovićima. U Padovi je studirao prirodne znanosti. Poslije studija živi u Mlecima. U Mlecima se bavio agronomijom, hidromehanikom i naukom o financijama. Radio na tome da se u Mlecima otvore veterinarske i poljodjelske škole.
Obnašao visoke dužnosti nako pada Mletačke Republike. 1797. je godine predsjednik Odbora za financije i carinu u mletačkoj vladi, uskoro predsjednik vlade. Povukao se iz političkog života nakon pada vlade pred Napoleonom.
Objavio djelo iz hidraulike Sul corso dei fiumi.